# Zátah 2
Zátah 2 je indonéský akční film režiséra Garetha Evanse z roku 2014. Navazuje na předchozí Zátah: Vykoupení. Film byl vypuštěn 28. března 2014.

## Děj
Po katastrofálním zátahu v Tamově bytovém domě se Rama setkává s policejním důstojníkem Bunawarem. Ten přesvědčuje Ramu, aby se přidal k protikorupční jednotce, která se snaží odhalit, že policejní komisař Reza je zkorumpovaný Bengunovým a Gotovým gangem. Rama zpočátku odmítne, ale když zjistí, že mu Bejo zabil bratra Andiho, souhlasí.
Aby se Rama dostal k Bengunovi, musí se senámit s jeho synem, který je právě ve vězení. Rama se proto nechá zavřít. Během vzpoury vězňů Rama, který používá přezdívku Yuda, Ucovi kryje záda. Když Yuda o dva roky později opustí vězení, přijme jej Bangun jako poděkování za pomoc jeho synovi Ucovi. Jako Yuda dokazuje svou cenu pro organizaci, při vybírání peněz. Rama odhaluje skryté vady v Bangunově gangu: Uco je horkokrevný a rozzlobený na svého otce, který žije izolovaný život a přijíma rady jen od Eka a manželka jejich elitního zabijáka Prakosa jej drží pryč od svého syna. Rozpory mezi Ramou a Bunawarem rostou tím, že Ramovi tají informace a podstrčil mu odposlouchávadlo, kvůli kterému ho ohrozil na životě.
Bejo těží na Ucově nespokojenosti a pozve ho k sobě do restaurace na večeři. Sdělí mu zvěsti o japonském spiknutí, že se Reza obrátil proti Bangunovi. Bejo také Ucovi umožňuje, aby zabil údajné Gotovi útočníky. Nová dvojce spiklenců s cílem zahájit válku gangů, která by Bangunovi dokázala, že Uco je zralý na post svého otce a Bejovi pomůže vzestoupit v chaosu. Společně s Ucem vláká Prakosa do pasti, kde je zabit. Uco předstírá, že útok na Prakosa mají na svědomí Japonci a požaduje násilnou odvetu. V průběhu stupňujících se konfliktů je Rama napaden a všechny útočníky zabije. Na jmenovce jednoho z nich zjistí, že šlo o policisty. Když se rodiny sejdou, aby se usmířili, Bangun trvá na smíru. To způsobí, že Uco se začne ohánět na svého otce, který ho následně zbije. Těžce otřesený Rama z toho, že zabil další policisty kontaktuje Bunawara, který mu vysvětlí, že to byli zkorumpovaní policisté komisaře Reza, který je poslal na pomoc při válce gangů.
Eka požaduje po Ramovi, aby vyvedl Uca z kanceláře jeho otce. Bejo se se svým davem stoupenců probojoval až do Bangunovi kanceláře. Uco před zrakem Beja zabije svého otce a Eka střelí do nohy. Rama zasáhne, ale je poražen Bejovým zabijákem, Eka mezitím uniká. Bejo vydává příkazy svým mužům, aby Rama zabili mimo pracoviště. Na dálnici je Rama zachráněn Ekem, který se už vzpamatoval. Dostávají se na opuštěné stanoviště, kde Eka Ramovi prozradí, že zná jeho pravou identitu a prosí Rama, aby neuvěřil řečím, že je zrádce.
Rama informuje Bunawara o Bejově převratu a že válka gangů propukla. Bunawar zase přesvědčuje Ramu, že Eka byl otočen Bangunem a obviňuje ho tím z jeho neschopnosti infiltrovat gang. Rama se dozví, že jeho cílem je setkání Beja, Uca a Reza v Bejově restauraci. Vydává se tedy tam.
Zatímco, Uco a Bejo se setkávají s Rezou k projednání podmínek, Uco objeví ve své peněžence odposlouchávací zařízení, nejistý, kdo jej nasadil. Uco si později všimne, že Bejo má na ruce stejné tetování jako měli ti, které na jejich prvním setkání Uco zabil. Uvědomí si tak, kdo ve skutečnosti stál za rozpoutání války gangů. Mezitím Rama poráží osobní družinu Bejových zabijáků než vtrhne na schůzku. V nastalém chaosu Uco zabije Beja a Reza a poté zaměří na Rama.
Rama nicméně zabije Uca a odkulhá pryč. V garáži se setká s Keiichim a obeznamuje ho o nočních událostech. V tichém dialogu Keiichi (syn Gota) něco Ramovi říká. Zda jde o nabídku nebo varování nelze určit. Rama jen odpoví: „Ne… končím.“

## Obsazení
| Iko Uwais         | Rama/Yuda          |
| Arifin Putra      | Uco                |
| Tio Pakusadewo    | Bangun             |
| Oka Antara        | Eka                |
| Alex Abbad        | Bejo               |
| Keniči Endō       | Goto               |
| Rjúhei Macuda     | Keiichi            |
| Roy Marten        | Reza               |
| Yayan Ruhian      | Prakoso            |
| Cok Simbara       | Bunawar            |
| Epy Kusnandar     | Topan              |
| Donny Alamsyah    | Andi               |
| Julie Estelle     | „Hammer Girl“      |
| Very Tri Yulisman | „Baseball Bat Man“ |

## Produkce

### Vývoj
Po Cestě bojovníka režisér Gareth Evans a jeho producenti začali pracovat na projektu s názvem Berandal (což je v indonéštině výraz pro zločince). Trailer byl natočen, ale projekt se ukázal být složitější a časově náročnější než očekávali. Po roce a půl Evans a producenti zjistili, že nemají dostatečné prostředky na produkci, takže se film zjednodušil a snížil se rozpočet. Nový projekt nazvali Serbuan Maut (zátah), což vedlo k vytvoření prvního filmu.
Ve vývoji prvního dílu Zátah: Vykoupení Evans chtěl propojit nový film s původním projektem Berandal. Po vydání Zátahu bylo potvrzeno, že Berandal bude sloužit jako pokračování.

### Casting
V prosinci 2012 bylo oznámeno, že do role Hammer Girl bude obsazena Julie Estelle. Evans také prozradil na svém Twitteru, že se v nemalé roli objeví i mezinárodně uznávaný odborník na silat Cecep Arif Rahman. Ve filmu se také objevili Marsha Timothy, Mathias Muchus, Tio Pakusadewo a Alex Abbad, kteří již dříve s Evansem pracovali na Cestě bojovníka.
Evans na svém Twitteru také odhalil, že Yayan Ruhian, který hrál v prvním díle Zátahu Mad Doga, se v pokračování objeví jako nová postava elitního Bangunova zabijáka Prakosa. Tvrdil, že by nevytvořil film s prvky bojových umění bez toho, aniž by zapojil Ruhiana.

### Natáčení
V lednu 2013 PT Merantau Films a XYZ Films oznámili zahájení výroby. Natáčení trvalo asi 7 měsíců a skončilo v červenci 2013.
Hlavní kameraman Matt Flannery na Twitteru zveřejnil, že při automobilové honičce byly použity nejméně tři kamery společnosti Red Digital Cinema Camera Company. Gareth Evans zase zmínil, že na 95% natáčení byla použita kamera Red Scarlet, na pomalé záběry byla použita kamera Red Epic a na rychlé řezy během automobilové honičky GoPro 3.

## Marketing
Teaser trailer byl propuštěn na stránce Twitch Film 6. listopadu 2013. Časopis The Hollywood Reporter uvedl, že trailer „rozpoutá více akce, než většina hollywoodských trháků“. Delší indonéský trailer byl zveřejněn 31. prosince 2013. Američané se dočkali svého traileru až 21. ledna příštího roku.

## Vydání
Film měl světovou premiéru na filmovém festivalu 21. ledna 2014 na 2014 Sundance Film Festival. Byl také promítán na South by Southwest (10. března) a na ARTE Indonesia Arts Festival (14. března).

### Cenzura
V Malajsii byl Zátah 2 zakázán. Film měl být na malajsijské obrazovky puštěn 28. března, ale od 1. dubna už nebyl v zemi povolen kvůli nadměrnému násilí.
Americká filmová asociace MPAA udělila filmu sazbu R (tzn. že je nevhodný pro mládež do 17 let) za „sekvenci silného krvavého násilí, sexuality a vulgarismu“ průřezem několika snímků grafického násilí. Režisér Evans uvedl, že škrty byly velmi minimální a film je tak podobný svému původnímu obrazu.

### Kritika
Během své světové premiéry na festivalu Sundance Zátah 2 obdržel ohromující reakce. Mark Olsen z Los Angeles Times uvedl, že „promítání způsobilo explozi vzrušení a nadšení z filmu o sociálních médiích.“
Mnozí chválili film za odpovídající akční sekvence, které dělaly první film tak dobrým, jakož i zlepšením spiknutí a dialogu, za který byl jeho předchůdce kritizován.

## Ocenění
Zátah 2 získal množství nominací a vítězství domácích i mezinárodních cen.
19. prosince 2014 vyhrál cenu za Nejlepší zahraniční film na Florida Film Critics Circle nad švédským filmem Vyšší moc a polskou Idou. Zátah 2 také získal dvě nominace na 2014 Phoenix Film Critics Society Awards za Nejlepší kaskadérské kousky a Nejlepší zahraniční film. Po něm se umístil americký film Na hraně zítřka a potom Ida. Další nominace přišla na Chicago Film Critics Association v kategorii za Nejlepší zahraniční film, kterou prohrál s Vyšší moc režiséra Rubena Östlunda. Na Houston Film Critics Society obdržel nominaci v kategorii zahraniční film spolu se snímky Vyšší moc, Ida, Leviatan a Dva dny, jedna noc.
Film získal 10 nominací na místní 2014 Maya Awards pořádané on-line filmovou komunitou. 20. prosince 2014 získala 4 ze svých 10 nominací: Nejlepší kinematografie pro Matta Flaneryho a Dimase Subona, Nejlepší střih pro Evanse a Andiho Novianta, Nejlepší speciální efekty a Nejlepší vedlejší roli pro Arifina Putru. Byl také nominován za Nejlepší film, Nejlepší originální skóre, Nejnezapomenutelnější výstup pro Julii Estelle (všechny tři prohrál s Cahaya Dari Timur: Beta Maluku), Nejlepší účes a make-up a Nejlepší zvuk (oba prohrál s Killers), další nominace v kategorii Nejlepší vedlejší role pro Oka Antaru (tu prohrál se Arifinem Putrou).